# Cetatea de Baltă
Cetatea de Baltă (deutsch Kokelburg, ungarisch Küküllővár) ist eine rumänische Gemeinde im Kreis Alba in der Region Siebenbürgen.
Die Gemeinde ist auch unter den deutschen Bezeichnungen Kukelburg, Kuchelburg und Kümelburg bekannt.

## Geographische Lage

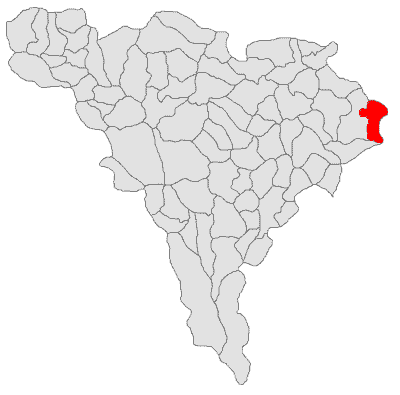
Lage der Gemeinde Cetatea de Baltă im Kreis Alba

Cetatea de Baltă liegt im Osten des Kreises Alba, im Westen des Siebenbürgischen Beckens. In einem breiten linken Seitental der Târnava Mică (Kleine Kokel), an der Kreisstraße (Drum județean) DJ 107 (Blaj−Târnăveni, Kreis Mureș) gelegen, sind es bis zur nächsten größeren Stadt Târnăveni 18 Kilometer; die Kreishauptstadt Alba Iulia liegt ca. 60 Kilometer südwestlich von Cetatea de Baltă entfernt. Mit seinen drei eingemeindeten Orten dehnt sich die Gemeinde auf einer Fläche von 6491 Hektar aus.

## Geschichte
Cetatea de Baltă wurde 1177 erstmals unter der Bezeichnung „villa Cuculiensis castri“ in päpstlichen Listen erwähnt. Spätere Namen des Ortes waren Küküllővár, Castrum Kukuleu und Castelanus de Kukulex. Die dortige Festung war Verwaltungssitz des Komitats Kokelburg im Großfürstentum Siebenbürgen, das 1876 in die Komitate Groß-Kokelburg und Klein-Kokelburg aufgeteilt wurde. Festung und Komitat wurden im Jahre 1467 nach einer verlorenen Schlacht vom ungarischen König Matthias Corvinus an den moldauischen Fürsten Ștefan cel Mare (Stefan der Große) abgetreten. Seither waren verschiedene Fürsten der Moldau – Bogdan III. cel Orb (Sohn von Stefan dem Großen), Alexandru Lăpușneanu, Ștefan VI. Rareș und andere – Besitzer der Festung. 1565 wurde die Festung von der Familie Csáky – Besitzer der leibeigenen Dörfer der Umgebung – abgerissen, um eine neue Burg zu bauen. Im Laufe der Zeit wurde das Aussehen der Burg von ihren Besitzern mehrfach verändert. Durch eine Heirat der Familien Bethlen und Haller entstand der Name des im 17. Jahrhundert erbauten Schlosses, Bethlen-Haller.

## Bevölkerung
Die Bevölkerung entwickelte sich wie folgt:
| 1850 | 3.102 | 2.161 | 423 | 204 | 314                |
| 1900 | 3.684 | 2.559 | 719 | 227 | 179                |
| 1941 | 4.450 | 3.156 | 814 | 358 | 122                |
| 2002 | 3.217 | 1.725 | 625 | 31  | 836                |
| 2011 | 2.930 | 1.347 | 491 | 13  | 1.079              |
| 2021 | 2.792 | 1.152 | 401 | 11  | 1.228 (1.062 Roma) |

Im Jahr 2002 lebten im Dorf Cetatea de Baltă selbst 2005 Personen. Die Hälfte davon etwa waren Rumänen (1075), 3 Deutsche, 454 Magyaren und 473 Roma. In den drei eingemeindeten Dörfern lebten 282 Menschen. Die höchste Anzahl an Deutschen (358) auf dem Territorium der heutigen Gemeinde wurde 1941 registriert, nahezu alle (354) im eingemeindeten Dorf Tătârlaua (Taterloch). 2011 bekannten sich unter anderen, außer denen in der Tabelle mit ethnischer Zusammensetzung angegebenen Einwohner, 912 als Roma.

## Sehenswürdigkeiten
- Die Festung Kokelburg existiert nicht mehr; an ihrem Ort befindet sich jetzt eine leere Fläche.[7][8]
- Die Evangelisch-Lutherische Kirche, eine ehemalige katholische Kirche, an welcher romanische und gotische Kunst noch zu sehen sind.[8] Mit den 1060 zwei erbauten Türmen hielt sie dem Einfall der Mongolen von 1241 stand. Ein größeres Bild eines Tatarenkopfes ist in der Kirche noch erhalten. Beim Mongolensturm von 1241 wurde die Burg um die Kirche (eine Holzburg, mit Erdwällen verstärkt), zerstört. Die Kirche steht unter Denkmalschutz.[9]
- Das Bethlen-Haller Schloss, welches 1944 im Zweiten Weltkrieg beschädigt wurde und danach als Lagerraum und für Büros diente. In den 1970er Jahren wurden in den Kellerräumen des Schlosses die Weine von Jidvei (Seiden) untergebracht. Das Schloss und das dazugehörige Anwesen stehen unter Denkmalschutz.[9]
- Die rumänische griechisch-katholische Heilig Dreifaltigkeitskirche, eingeweiht am 27. Dezember 2009.[10]

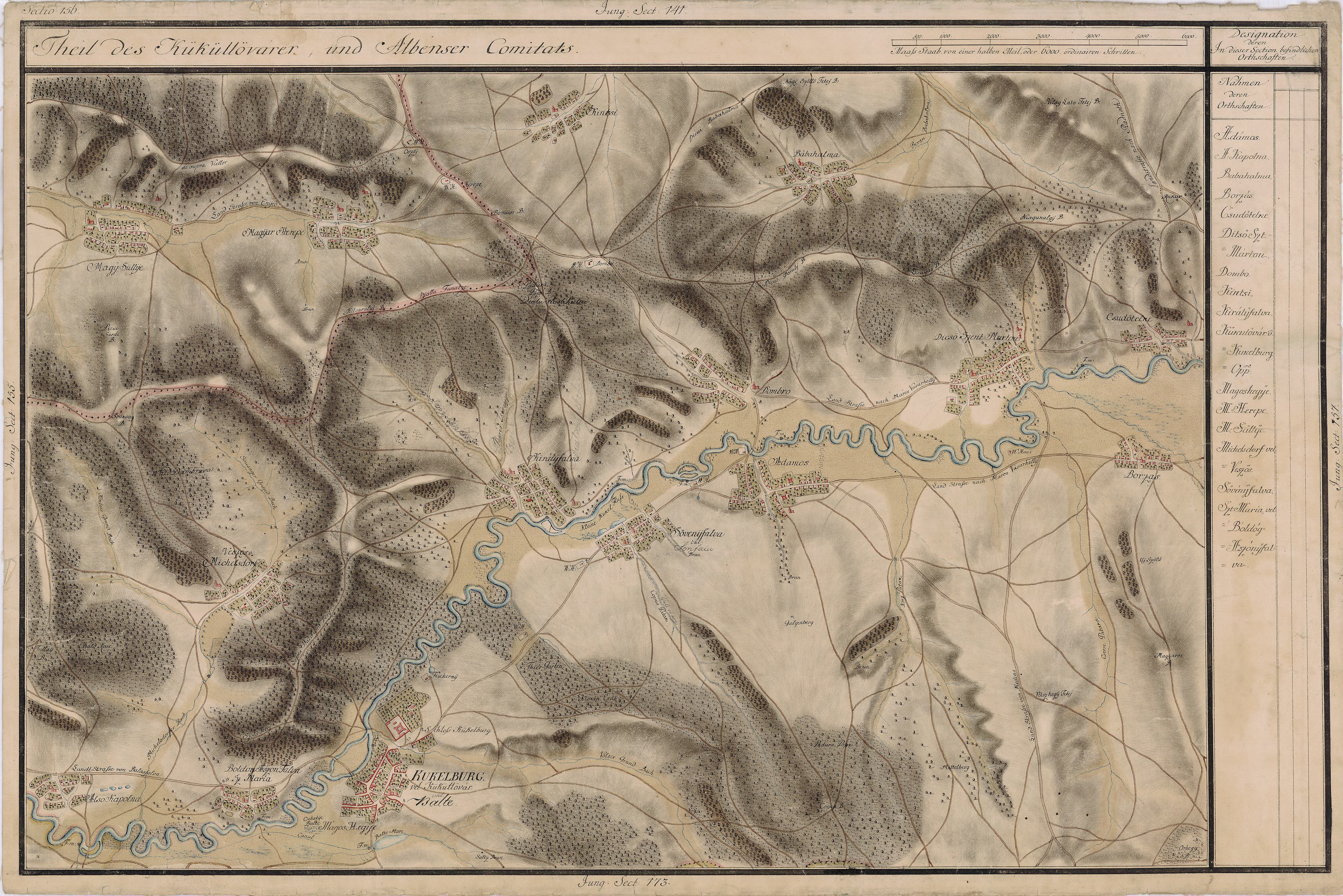
Josephinische Landaufnahme von 1767 bis 1773
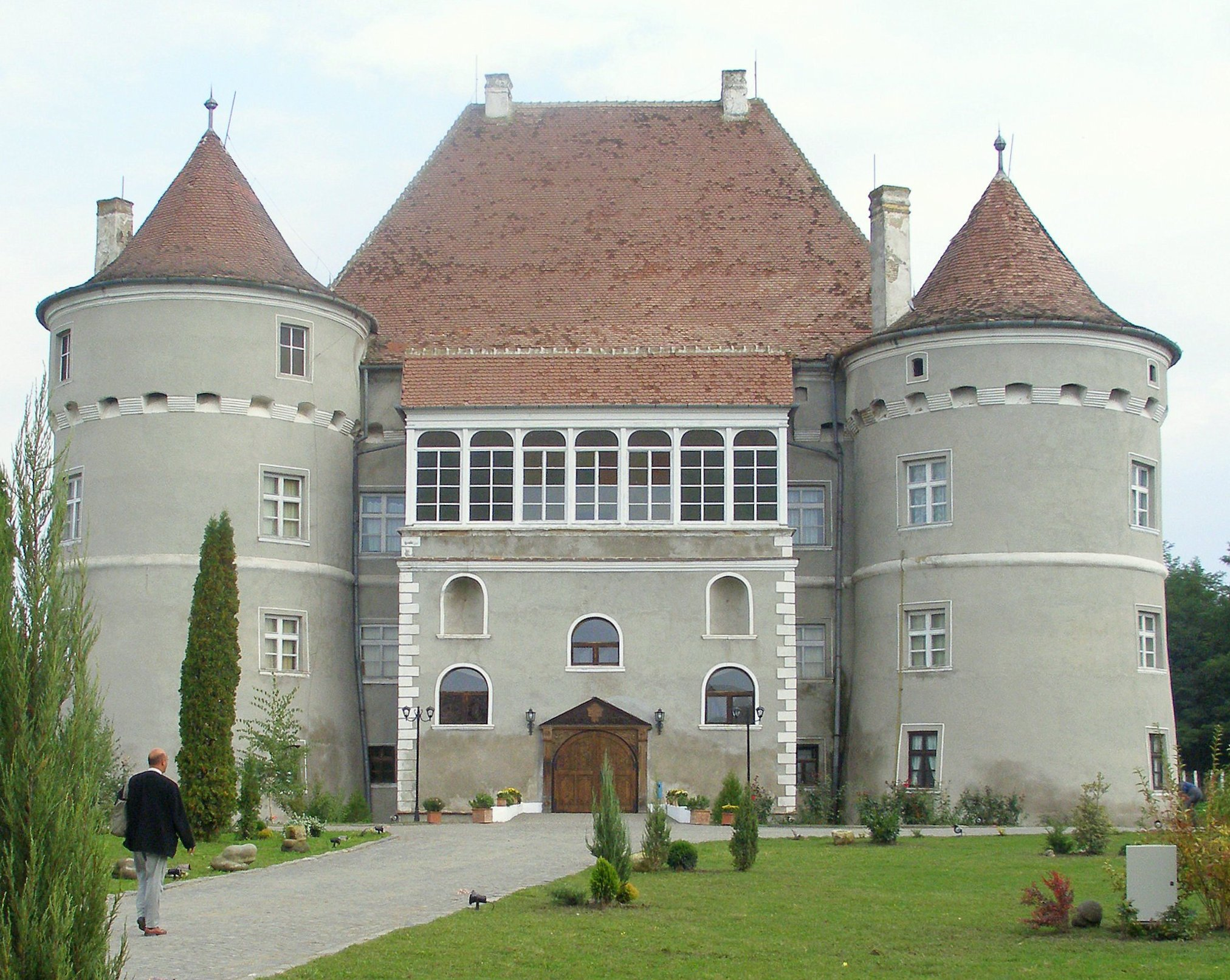
Das Bethlen-Haller Schloss
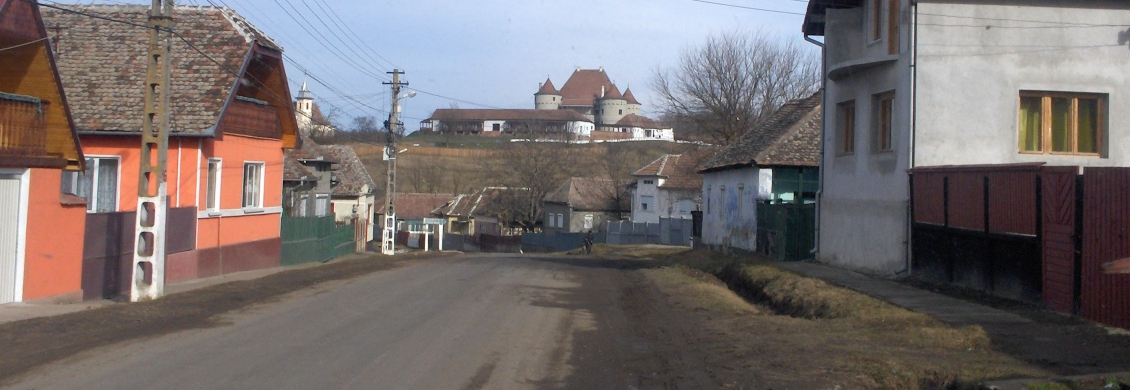
Gemeinde und Schloss
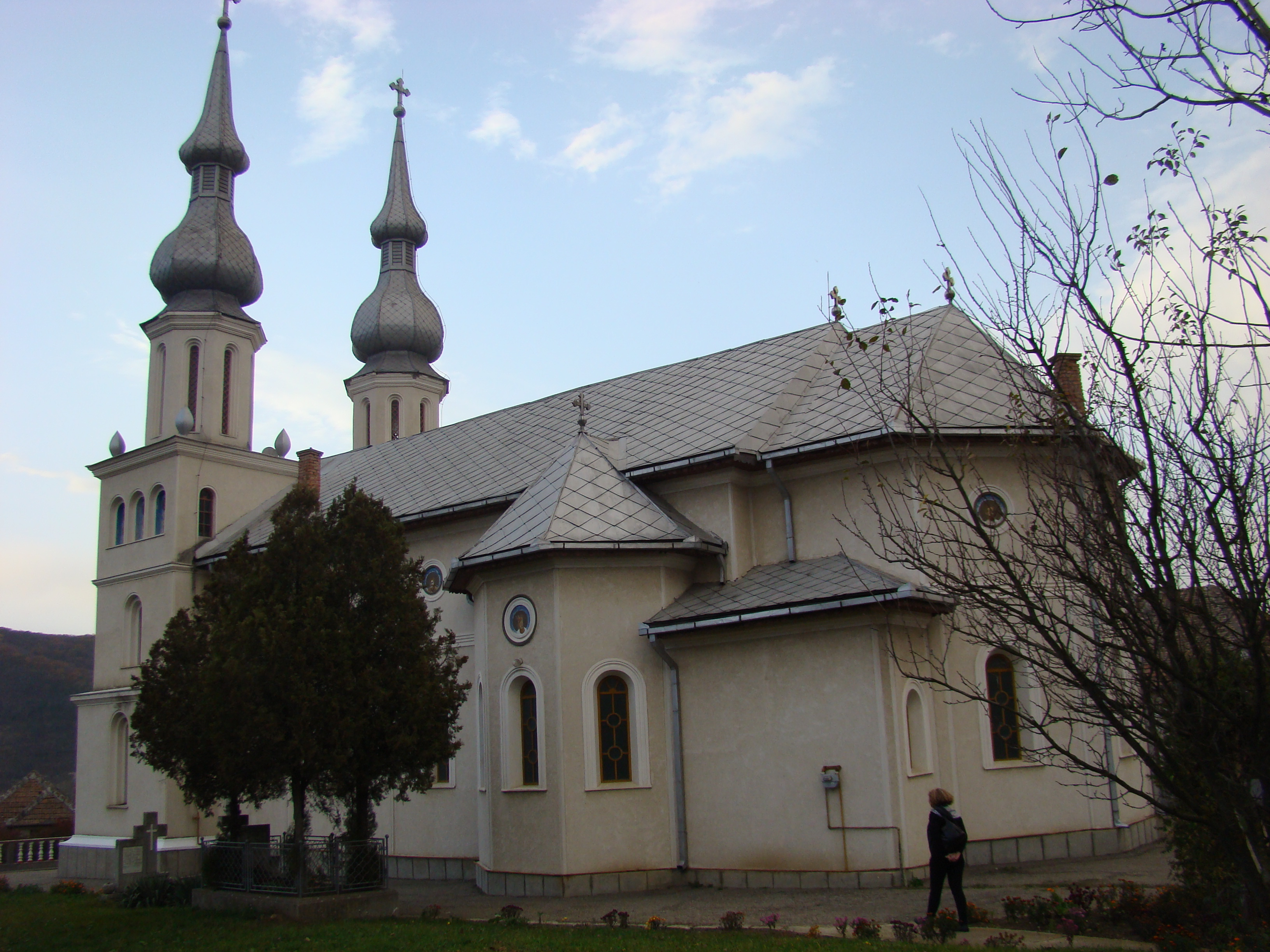
Die Orthodoxe Kirche in Cetatea de Baltă
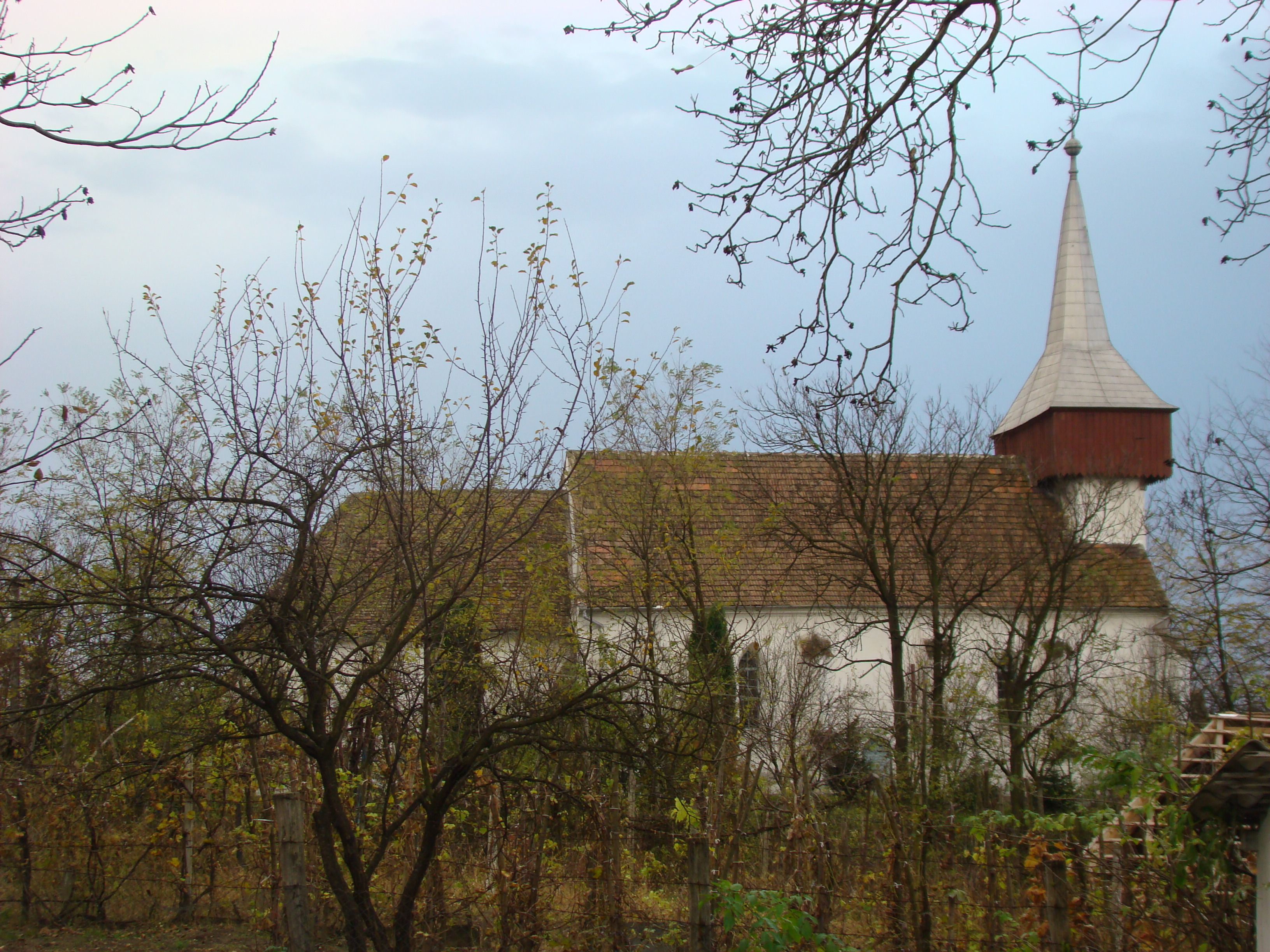
Die Evangelische Kirche